# Digitalis lanata
Digitalis lanata Ehrh. è una pianta della famiglia Plantaginaceae che si trova prevalentemente nell'Europa dell'Est.
Come altre specie di digitale, è altamente tossica in tutte le sue parti. Conserva le foglie tutto l'anno, fiorisce tra giugno e luglio, e i semi giungono a maturazione ai primi di settembre. I fiori sono ermafroditi e sono impollinati dalle api.
La pianta raggiunge altezze tra i 30 e i 60 centimetri.
Una delle più grandi popolazioni si trova vicino a Bácsalmás in Ungheria.

## Usi commerciali
Il principio attivo della digossina e della digitossina, medicinali usati per trattare alcuni tipi di problemi cardiaci, è estratto dalle foglie di Digitalis lanata.